# Path of Exile
Path of Exile é um jogo de RPG de ação online gratuito desenvolvido e publicado pela Grinding Gear Games. Após uma fase beta aberta, o jogo foi lançado para Microsoft Windows em outubro de 2013. Uma versão para o Xbox One foi lançada em agosto de 2017, e uma versão para PlayStation 4 foi lançada em março de 2019.

## Jogabilidade
O jogador controla um único personagem de uma perspectiva aérea e explora grandes áreas ao ar livre e cavernas ou masmorras, lutando contra monstros e cumprindo missões de personagens não-jogadores (NPCs) para ganhar pontos de experiência e equipamentos. O jogo é bastante inspirado na série Diablo, particularmente Diablo II. Todas as áreas além dos acampamentos centrais são geradas aleatoriamente para aumentar a capacidade de reprodução. Enquanto todos os jogadores em um único servidor podem se misturar livremente em acampamentos, a jogabilidade fora dos acampamentos é altamente instanciada, fornecendo a cada jogador ou grupo um mapa isolado para explorar livremente.
Os jogadores podem escolher entre sete classes disponíveis para jogar como (Duelista, Marauder, Ranger, Scion, Shadow, Templar e Witch). Cada uma dessas classes está alinhada com um ou dois dos três atributos principais: Força, Destreza ou Inteligência. A exceção é o Scion, anteriormente uma classe de prestígio bloqueada lançada em 2013, que está alinhada com todos os três atributos. As diferentes classes não estão impedidas de investir em habilidades não alinhadas com seus atributos principais, mas terão acesso mais fácil às habilidades que estão alinhadas com seus atributos principais. Os itens são gerados aleatoriamente a partir de uma ampla variedade de tipos básicos e dotados de propriedades especiais e soquetes de gemas. Eles vêm em raridades diferentes com propriedades cada vez mais poderosas. Isso faz com que uma grande parte da jogabilidade seja dedicada a encontrar equipamentos bem equilibrados e sinérgicos. As gemas de habilidade podem ser colocadas em encaixes de gemas de armaduras, armas e alguns tipos de anéis, dando-lhes uma habilidade ativa. Conforme o personagem avança e sobe de nível, as joias de habilidade equipadas também ganham experiência, permitindo que as próprias habilidades aumentem de nível e aumentem em potência.
Habilidades ativas podem ser modificadas por itens conhecidos como Jóias de Suporte. Dependendo do número de soquetes vinculados que o jogador possui, um ataque primário ou habilidade pode ser modificado com maior velocidade de ataque, projéteis mais rápidos, vários projéteis, acertos em cadeia, roubo de vida, feitiços auto-lançados ao acertar um ataque crítico e muito mais. Dados os limites do número de soquetes, os jogadores devem priorizar o uso de gemas.[carece de fontes?] Todas as classes compartilham a mesma seleção de 1.325 habilidades passivas, das quais o jogador pode escolher uma a cada vez que seu personagem sobe de nível e como recompensa de missão ocasional. Essas habilidades passivas melhoram os atributos básicos e concedem melhorias adicionais, como aumento de Mana, saúde, dano, defesas, regeneração, velocidade e muito mais. Cada um dos personagens começa em uma posição diferente na árvore de habilidades passivas. A árvore de habilidade passiva é organizada em uma rede complexa começando em troncos separados para cada classe (alinhada com as permutações dos três atributos principais). O jogador deve, portanto, não apenas se concentrar em maximizar todos os modificadores relacionados ao seu ataque e defesa primários, mas também deve tomar cuidado para selecionar o caminho mais eficiente através da árvore de habilidades passivas. No lançamento da versão 3.0 Fall of Oriath, o número máximo possível de pontos de habilidade passivos era 123 (99 de nivelamento e 24 de recompensas de missões). Cada classe também tem acesso a uma classe Ascendência, que concede bônus especializados muito mais fortes. Cada classe tem três classes de Ascendência para escolher, exceto para o Scion, que tem apenas uma classe de Ascendência que combina os elementos de todas as outras classes de Ascendência. Até 8 pontos de habilidade de Ascensão podem ser atribuídos de 12 ou 14.
Path of Exile é incomum entre os RPGs de ação, pois não existe moeda no jogo. A economia do jogo é baseada na troca de "itens monetários". Ao contrário das moedas tradicionais do jogo, esses itens têm seus próprios usos inerentes (como atualizar o nível de raridade de um item, relançar afixos ou melhorar a qualidade de um item) e, portanto, fornecem seus próprios depósitos de dinheiro para evitar a inflação. A maioria desses itens é usada para modificar e atualizar equipamentos, embora alguns identifiquem itens, criem portais para a cidade ou concedam pontos de reembolso de habilidades.

### Ligas
O jogo oferece vários modos de jogo alternativos. As seguintes ligas permanentes estão disponíveis:
- Padrão (Standard) - A liga de jogo padrão. Os personagens que morrem aqui reaparecem na última cidade visitada (com perda de experiência em níveis mais altos).
- Hardcore (HC) - Os personagens não podem ser ressuscitados, mas reaparecem na liga padrão. Este modo é análogo à morte permanente em outros jogos.
- Solo Self Found (SSF) - Os personagens não podem se juntar a um grupo com outros jogadores e não podem negociar com outros jogadores. Esse tipo de jogabilidade força os personagens a encontrar ou criar seus próprios itens.

Ligas temporárias (desafio) atuais:
- A liga Heist.

Outras ligas geralmente são projetadas para eventos específicos. Eles têm seu próprio conjunto de regras, acessibilidade de itens e consequências. Essas regras variam amplamente dependendo da liga. Por exemplo, a liga cronometrada "Descent" apresenta outro conjunto de mapas, novos conjuntos de monstros e recompensas, mas os personagens desta liga não estão mais disponíveis para jogar após o término da liga. As ligas de "imolação solo turbo", como outro exemplo, estão rodando nos mesmos mapas que os modos padrão, mas com monstros muito mais difíceis, sem grupos, substituindo dano físico por dano de fogo e monstros explodindo na morte - e devolvendo os sobreviventes à liga Hardcore (enquanto os personagens mortos ressuscitam no padrão). As ligas de corrida duram entre 30 minutos e 1 semana. As ligas permanentes têm ligas competitivas equivalentes com diferentes conjuntos de regras que duram três meses.

## Ambientação
O jogo se passa em um mundo escuro de fantasia. O jogador começa o jogo acordando nas margens de Wraeclast, um continente que já foi o centro de um poderoso império, mas agora é uma terra amaldiçoada que serve como uma colônia penal para criminosos e outros indivíduos indesejados da vizinha Ilha de Oriath. Independentemente das razões de seu exílio, o jogador agora deve enfrentar a selva implacável e seus habitantes perigosos em meio às ruínas e segredos sangrentos do Império Eterno e da civilização Vaal que veio antes, e se unir com outros exilados para sobreviver.

## Desenvolvimento
Path of Exile começou quando um pequeno grupo de entusiastas de jogos de RPG de ação ficou frustrado com a falta de novos lançamentos no gênero e decidiu desenvolver seu próprio jogo. Foi desenvolvido sob o radar por três anos antes de ser anunciado publicamente em 1 de setembro de 2010. Desde então, Grinding Gear Games publicou uma série de postagens de desenvolvimento em seu site, variando de capturas de tela de novas classes, monstros e habilidades a apresentações de jogos ou aspectos técnicos.
Alpha começou por volta de junho de 2010 e terminou quando o 0.9.0 foi lançado em agosto de 2011. Após um período em beta fechado, que os jogadores podiam pagar para entrar, os desenvolvedores começaram um beta aberto em 23 de janeiro de 2013, que era gratuito para jogar com microtransações compráveis. O jogo foi corrigido para a versão 1.0.0 em 23 de outubro de 2013. Nesta data, também foi disponibilizado no Steam. O jogo continua a ser atualizado com novos conteúdos e correções quase mensalmente.[carece de fontes?]

### Expansões
Sacrifice of the Vaal (versão 1.1)
Primeira expansão digital de Path of Exile, Sacrifice of the Vaal, foi lançado em 5 de março de 2014. A expansão incluiu novos chefes, moeda, áreas, ligas e modos PvP.
Forsaken Masters (versão 1.2)
A segunda expansão, Forsaken Masters, foi anunciada em 31 de julho de 2014 e lançada em 20 de agosto de 2014. Ela vem com uma série de novos recursos, incluindo crafting, NPCs recrutáveis chamados Masters (que permanecem no esconderijo do jogador oferecendo a eles missões de treinamento diárias e itens especializados), árvore de habilidades passivas retrabalhada e esconderijos pessoais personalizados.
versão 1.3
A versão apresenta novas ligas temporárias:Torment e Bloodlines ao jogo, que mais tarde são adicionadas como mecânica central. O patch também melhora o PVP e apresenta o mestre do PVP Leo.
The Awakening (versão 2.0)
The Awakening,, entrou em beta fechado em 20 de abril de 2015. Inclui a adição de um quarto Ato contendo novos conjuntos de blocos de mapas, missões e monstros. Outras adições incluem novas habilidades e itens, soquetes de árvore de habilidades passivas e joias, filtros de itens, duas novas ligas de desafio e equilíbrio do jogo. A expansão também adicionou um modo opcional "Lockstep" em um esforço para corrigir os problemas de sincronização de rede dessincronizada ao custo da latência. A expansão Awakening foi lançada em 10 de julho de 2015.
versão 2.1
A versão introduziu uma nova liga temporária: Talisman ao jogo, que mais tarde foi adicionada como uma mecânica central.
Ascendancy (versão 2.2)
O pacote de expansão Ascendancy foi lançado em 4 de março de 2016. Incluindo mais do que os novos itens e habilidades usuais, a expansão adicionou várias novas habilidades e 19 novas classes de ascensão. Essa expansão também foi programada para ser feita ao vivo ao mesmo tempo que as Perandus Challenge Leagues. Cada uma das classes de ascendência está ligada a uma das classes de base, com três classes de ascendência para cada classe de base, exceto o Scion que tem apenas uma classe de ascendência. Cada uma dessas novas classes conterá sua própria árvore de habilidade de ascendência única para avançar. Essas novas árvores de habilidades são muito menores do que as árvores passivas totalmente desenvolvidas das classes base, mas fornecem uma especificação única para a classe não vista anteriormente no jogo. Um exemplo é a árvore de habilidade ascendente Necromante, que permitiria aos lacaios convocados por uma bruxa liberar explosões de dano de caos na morte, aumentar o efeito de auras ou aumentar a saúde e o dano dos espectros.
versão 2.3
A versão introduz novas ligas temporárias: Prophecy para o jogo, que mais tarde foi adicionada como uma mecânica central. Ele também introduziu o Labirinto do Endgame, bem como outros recursos secundários.
Atlas of Worlds (versão 2.4)
Uma expansão, intitulada Atlas of Worlds, foi lançada em 2 de setembro de 2016. Ele introduziu um novo final de jogo, 30 novos mapas e 19 novos chefes.
versão 2.5 e 2.6
A versão 2.5 introduziu uma nova liga temporária: Breach no jogo, que mais tarde foi adicionada como uma mecânica central. Ele também introduziu outros novos recursos menores. No 2.6 o jogo não contava com novos recursos, mas sim um Flash back League: Legacy.
Fall of Oriath (versão 3.0)
A expansão Fall of Oriath foi lançada em 4 de agosto de 2017. A expansão adiciona seis novos atos e foi a maior expansão lançada até o momento. A expansão substituiu dificuldades cruéis e implacáveis com Atos 5 ao 10. Uma nova tela de seleção de personagem foi adicionada. Um painel de ajuda foi criado para os jogadores usarem, bem como oito novas áreas Vaal com novos chefes. Também existe um novo sistema de planejamento de árvore de habilidades passivas. Existem três novas gemas de habilidade e várias gemas de suporte adicionadas também. 24 novos itens exclusivos foram adicionados, cinco deles projetados por apoiadores do jogo. As áreas dos cinco primeiros atos são revisitadas com mudanças no ambiente que foram resultado das ações dos jogadores. O sistema Pantheon também foi adicionado, onde um jogador pode obter buffs intercambiáveis dos deuses chefes encontrados no novo conteúdo.
War for the Atlas (versão 3.1 a 3.4)
A expansão War for the Atlas foi revelada em 16 de novembro de 2017, e lançada em 8 de dezembro de 2017. Ele se concentrou na revisão do Atlas dos Mundos, adicionando 32 novos mapas, bem como outros novos itens. Depois da Guerra do Atlas (que também introduziu a mecânica do Abyss), as ligas Bestiário, Incursão e o Delve introduziram novas mecânicas ao jogo. Eles se tornaram mecânicos permanentes na expansão Betrayal.
Betrayal (versão 3.5)
A expansão e a liga Betrayal foram reveladas em 13 de novembro de 2018, e lançadas em 7 de dezembro de 2018. A expansão Betrayal ofereceu um retrabalho dos sistemas do jogo: o Master, o sistema de crafting e outros conteúdos.
Versão 3.6 a 3.8
Em fevereiro de 2019, além do anúncio da liga Synthesis, foi anunciado que o Syndicate que foi introduzido na liga Betrayal também se tornou um mecânico permanente. A liga Synthesis foi lançada em 8 de março de 2019, que introduziu um novo tipo de loots no jogo chamados item fraturado e item sintetizado. Novas tradições também foram introduzidas. A expansão e a liga da Legion foram reveladas em 21 de maio de 2019, e lançadas em 7 de junho de 2019. A expansão Legion inclui uma grande revisão das habilidades de combate corpo a corpo, e a liga introduziu uma nova mecânica no jogo, bem como um novo mapa, o Domínio do Conflito Sem Fim. Em agosto de 2019, foi anunciada a expansão do jogo em setembro, que incluía outra liga temporária: Blight, bem como a implantação das ligas anteriores Synthesis e Legion no jogo principal. A expansão de setembro também incluiu o retrabalho das classes de personagens, como Necromancer e outras mudanças.
Conquerors of the Atlas (versão 3.9)
Durante a ExileCon, a Grinding Gear Games anunciou a expansão 3.9, a ser lançada em dezembro de 2019. A ExileCon foi realizada na Nova Zelândia em novembro de 2019, e também anunciou a sequência do jogo Path of Exile 2, anteriormente conhecido por seu título provisório Path of Exile 4.0, a ser lançado em 2020 (ou mais tarde). A expansão 3.9 era conhecida como Conquerors of the Atlas, que reformulou o sistema de jogo final. Também é fornecido com rebalanceamento de ataques de arco e novas habilidades de arco. Ao mesmo tempo, a liga temporária de 3,9 seria Metamorph.
Delirium (versão 3.10)
Em fevereiro de 2020, a mini-expansão Delirium e a liga temporária foram anunciadas, com uma data de lançamento prevista para 13 de março. Delirium adicionará 4 novas gemas de habilidade, 3 novas gemas de suporte e 13 novos itens exclusivos.
Harvest (versão 3.11)
Em junho de 2020, a liga temporária Harvest foi anunciada, com uma data de lançamento planejada para 19 de junho. Harvest adiciona um novo NPC chamado Oshabi que está cultivando o Bosque Sagrado onde você planta sementes, transforma-as em monstros e mata-as para a criação e força vital. As novas e poderosas opções de criação da liga, oito novas habilidades, duas novas joias de suporte, renovações de armas de duas mãos, habilidades de grito de guerra, marcas, slams e a própria árvore de habilidades passivas. Também introduzimos 12 novos itens exclusivos e rebalanceamento de mais de 50 itens existentes.
Heist (versão 3.12)
Em setembro de 2020, a liga Heist foi anunciada com uma data de lançamento planejada para 18 de setembro. Heist contém a liga de desafio de Heist, nove novas Skills e Support Gems, renovações de Curses, Steel Skills e alguns Spells. Os Grandes Roubos oferecem novas recompensas exclusivas, como Encantamentos com Armas e Armaduras, Bijuterias de Roubo, Joias de qualidade Alternativa e Itens Únicos Réplicas. Durante esta liga, você contratará ladrões habilidosos para ajudá-lo a realizar roubos arriscados. Roube artefatos valiosos para financiar e treinar sua tripulação enquanto planeja a execução de um Grande Roubo.

### Versão móvel
Também durante a Exilecon em novembro de 2019, a Grinding Gear Games anunciou que uma versão do jogo para dispositivos móveis também estava em desenvolvimento em seu estúdio. Um dos principais tópicos discutidos no vídeo de revelação foi a tendência atual em modelos de negócios móveis gratuitos (como "microtransações pague para ganhar (pay to win), time gates, barras de energia, telas aleatórias, notificações, anúncios em vídeo") e que o POE Mobile visaria evitar essa abordagem e manter a jogabilidade completa da versão para desktop. No entanto, também foi declarado que a versão móvel era "experimental" e que o desenvolvimento contínuo dependeria do feedback dos fãs.

### Renderização Gráfica
O jogo começou com renderização gráfica DirectX que oferece suporte a uma ampla gama de placas de vídeo. Durante a liga Delirium, fevereiro de 2020, a Grinding Gear Games (GGG) lançou uma versão beta de suporte da renderização gráfica Vulkan com o objetivo de fornecer um jogo mais consistente e coletar feedback dos jogadores para melhorar o novo modo por meio de relatórios de bug. A implementação do suporte Vulkan proporcionou uma experiência mais suave, reduzindo a quantidade de vezes que os quadros por segundo dos jogos caíam ou chegavam ao fundo do poço durante o jogo de alta intensidade. O suporte para Vulkan beta continuou em Harvest com atualizações no início da liga, mas afetou negativamente o desempenho. Outro lançamento no final da liga Harvest com mais de 300 mudanças que afetam o suporte a DirectX e Vulkan beta ainda está aguardando feedback.

### Refatoração de código
Em setembro de 2020, através do patch 3.11.2, a Grinding Gear Games lançou uma refatoração de qualidade de código substancial que exigiu um download completo do jogo para ser implantado. O lançamento inclui: patching de jogo futuro otimizado para versões autônomas e de loja de jogos Steam, armazenamento de arquivos de jogos que melhora o tempo de carregamento do jogo pelo HDD, qualidade de textura comprimida e mais nítida, melhorias de qualidade de áudio, melhorias de motor gráfico, lançamento de uma versão Apple macOS inédita e lançamento da versão da Epic Game Store.

## Modelo de negócios
Os desenvolvedores do Path of Exile enfatizam que um de seus principais objetivos é fornecer um jogo genuinamente gratuito, financiado apenas por "micro-transações éticas". Os jogadores podem criar várias contas e até mesmo ter mais de uma conectada ao mesmo tempo. Path of Exile oferece principalmente skins de itens cosméticos para jogadores dispostos a gastar dinheiro no jogo, mas também oferece recursos específicos de conta, como estoques de negociação pública semiautomáticos ou slots de personagens adicionais atrás de um paywall. Também é possível que os jogadores paguem para criar ligas privadas apenas para convidados, cada uma isolada em sua própria economia. Em 18 de janeiro de 2017, a Grinding Gear Games anunciou que iria expandir para o mercado de consoles.
Durante o beta fechado, em 21 de janeiro de 2013, o Path of Exile recebeu US $ 2,2 milhões em contribuições coletivas.

## Recepção
Path of Exile foi eleito o Jogo do Ano para PC de 2013 pela GameSpot, e o melhor jogo de RPG para PC de 2013 pela IGN. Em fevereiro de 2014, o jogo tinha cinco milhões de jogadores registrados.
Em 2020, ganhou o prêmio de "Melhor Jogo em Evolução" no 16º British Academy Games Awards.

## Sequência
Em novembro de 2019, a Grinding Gear Games anunciou a sequência, Path of Exile 2, durante seu Exilecon. Anteriormente conhecido como Path of Exile 4.0.0 (título provisório), a sequência introduziu uma nova campanha de enredo de 7 atos com uma grande revisão do motor e da jogabilidade. No entanto, Path of Exile e Path of Exile 2 compartilham o mesmo cliente de jogo e sistema de jogo final, deixando o jogador a escolha de jogar o Path of Exile ou as campanhas sequenciais antes de chegar ao jogo final. Os jogadores também podem interagir uns com os outros independentemente de sua escolha de campanha.
Espera-se que uma versão beta do Path of Exile 2 seja lançada "muito tarde" em 2020.

## Ligações Externas
- Sítio oficial